# Desviació (pel·lícula)
Desviació (títol original en anglès: Detour) és una pel·lícula negra dirigida per Edgar George Ulmer el 1945. Originalment de sèrie B, rodada en sis dies amb un petit pressupost, la pel·lícula recull lloances a través dels anys i ara és tinguda en gran estima. Es tracta d'una adaptació de la novel·la homònima de Martin Goldsmith per ell mateix i Martin Mooney; aquesta pel·lícula atapeïda (68 min) va ser produïda per Producers Releasing Corporation (PRC). Ha estat doblada al català.

## Argument
Un pianista de bar, Al Roberts, marxa en autoestop a reunir-se amb la seva promesa a Califòrnia. A la carretera, un desconegut en descapotable l'agafa. Al es posa al volant i, quan s'atura per posar la capota sota la pluja, descobreix que el propietari del cotxe ha mort mentre dormia. Espantat, llança el cos i torna a agafar de pressa la carretera. S'atura per agafar una autoestopista, Vera, però aquesta amenaça de denunciar-lo per presumpte homicidi a menys que assumeixi la identitat del mort per rebre una herència...

## Al voltant de la pel·lícula

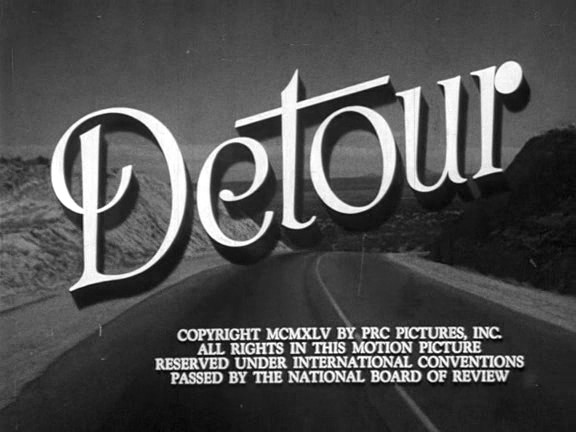
Fotograma del títol.

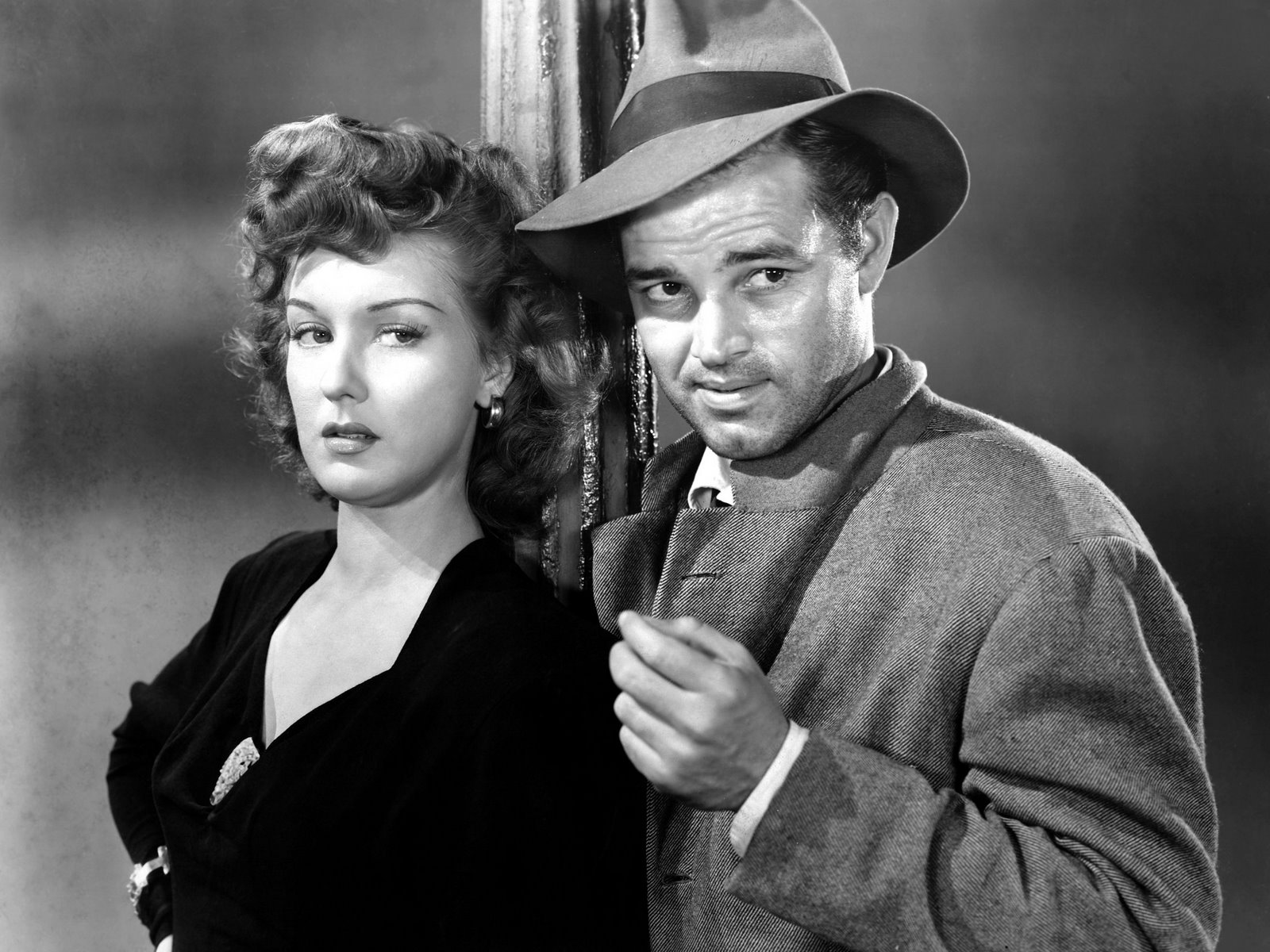
Ann Savage i Tom Neal.

### Muntatge
Obligat per les preses per manca de pressupost Edgar George Ulmer va prendre la decisió de privilegiar la narració a costa de la continuïtat. Un exemple notable és la inversió visual de les seqüències d'autoestop. Amb l'objectiu d'atorgar el periple de Nova York a Los Angeles de l'heroi al moviment de dreta a l'esquerra a través de la pantalla, nombrosos plans van ser rodats amb mirall. Cosa que fa aparèixer els cotxes al costat esquerre de la carretera i que l'autoestopista pugi del costat del conductor.

### Censura
El codi de censura de l'època exigia que els homicides passessin per la justícia a totes les pel·lícules produïdes, i Ulmer va haver de satisfer els censors acabant la seva pel·lícula amb la detenció del desafortunat autoestopista després l'haver-ho predit ell mateix.

| « | I know. Someday a car will stop to pick me up that I never thumbed. Yes, fate, or some mysterious force can put the finger on you or me for no good reason at all | » |

## Repartiment
- Tom Neal: Al Roberts
- Ann Savage: Vera
- Claudia Drake: Sue Harvey
- Edmund MacDonald: Charles Haskell Jr
- Tim Ryan: el propietari del Nevada Diner
- Esther Howard: Holly, cambrera
- Pat Gleason: Joe, el camioner
- Don Brodie: el venedor de vehicles d'ocasió